# Yoshiaki Takagi
Yoshiaki Takagi (jap. 高木 善朗, Takagi Yoshiaki; * 9. Dezember 1992 in Yokohama, Präfektur Kanagawa) ist ein japanischer Fußballspieler.
Yoshiaki Takagi ist der Bruder von Daisuke Takagi und Toshiyuki Takagi.

## Karriere

### Verein
Yoshiaki Takagi erlernte das Fußballspielen in den Jugendmannschaften vom Azamino FC und Tokyo Verdy. Bei Tokyo Verdy unterschrieb er 2011 auch seinen ersten Vertrag. Der Verein, der in der Präfektur Tokio beheimatet ist, spielte in der zweithöchsten Liga des Landes, der J2 League. Als Jugendspieler von Tokyo Verdy absolvierte er 2010 33 Zweitligaspiele. Mitte 2011 verließ er den Klub und wechselte nach Europa. In den Niederlanden unterschrieb er einen Vertrag beim FC Utrecht. Der Klub aus Utrecht spielte in der höchsten Liga, der Eredivisie. Nach 34 Erstligaspielen kehrte er Anfang 2014 wieder nach Japan zurück. Hier unterschrieb er einen Vertrag beim Erstligisten Shimizu S-Pulse. Von Juli 2015 bis Januar 2017 wurde er an seinen ehemaligen Verein Tokyo Verdy ausgeliehen. Nach Ende der Ausleihe wurde er Anfang 2017 von Verdy fest verpflichtet. Im Januar 2018 nahm ihn der Ligakonkurrent Albirex Niigata aus Niigata unter Vertrag. Am Ende der Saison 2022 feierte er mit Albirex die Meisterschaft und den Aufstieg in die erste Liga.

## Erfolge
Albirex Niigata
- Japanischer Zweitligameister: 2022  ▲

### Nationalmannschaft
Yoshiaki Takagi spielte dreimal in der U17, dreimal in der U19 und einmal in der U23-Nationalmannschaft.